# Olea de Boedo
Olea de Boedo – gmina w Hiszpanii, w prowincji Palencia, w Kastylii i León, o powierzchni 8,14 km². W 2011 roku gmina liczyła 37 mieszkańców.